# Heiligste Dreifaltigkeit (Liubavas)

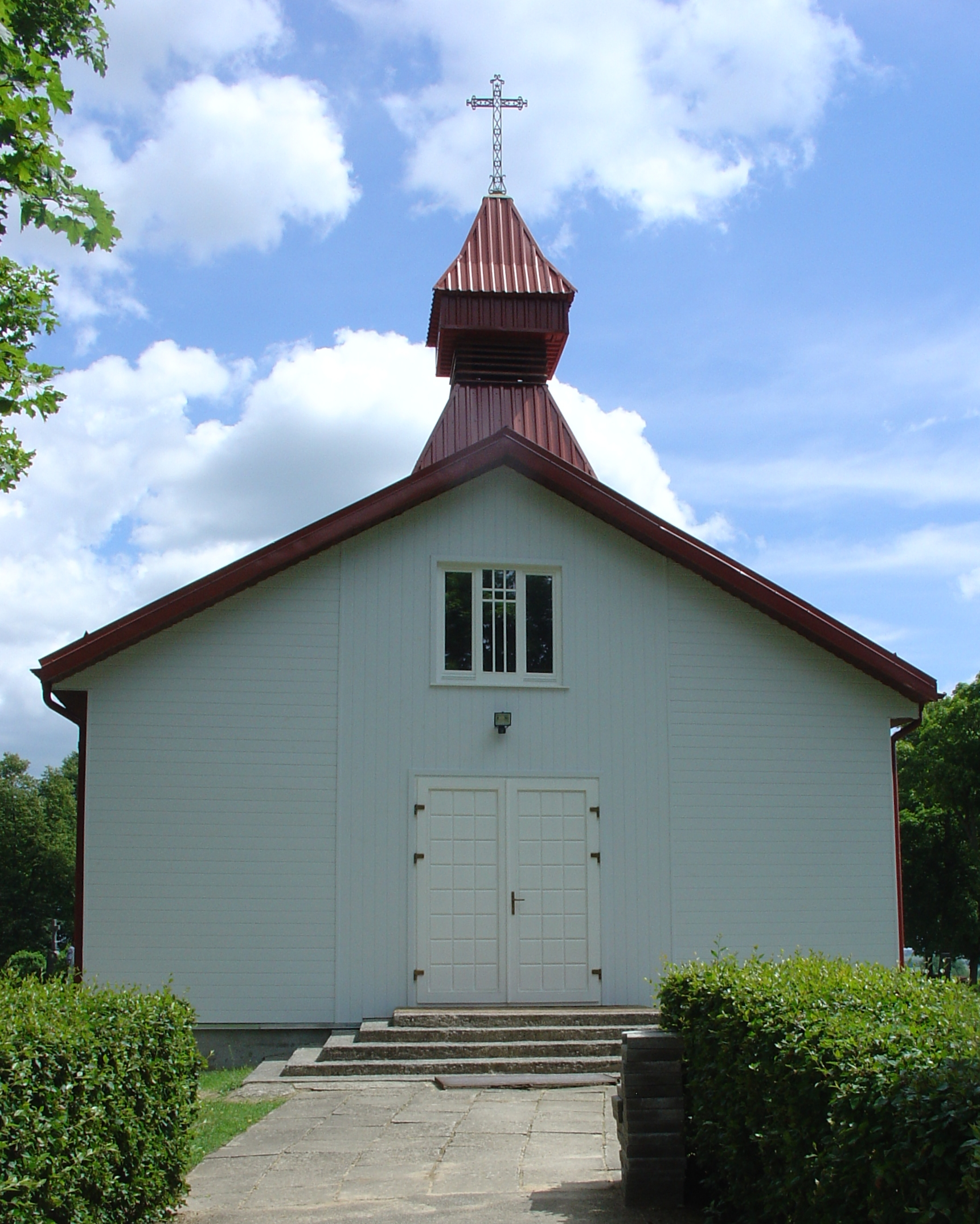
Heiligste Dreifaltigkeit (Liubavas)

Heiligste Dreifaltigkeit Liubavas (litauisch Liubavo Švč. Trejybės bažnyčia) ist eine 1956 erbaute katholische Kirche in Liubavas in der Gemeinde Kalvarija (Dekanat Marijampolė, Bistum Vilkaviškis, Litauen), 2 km nordöstlich von der litauisch-polnischen Staatsgrenze.

## Geschichte
Um 1717 wurde zunächst eine Kapelle gebaut. 1770 erbaute der Älteste Juozas Kazlauskas die Kirche; man gründete eine Pfarrgemeinde und Gemeindeschule. 1776 wurden der Kirche 15 Włóka Landfläche gewidmet. Nachdem die Kirche im Ersten Weltkrieg niederbrannte, baute man 1931 eine neue hölzerne Kirche mit zwei Türmen, die im Zweiten Weltkrieg zerstört wurde. 
1956 baute man einen Flügel zur Friedhofskapelle um. 